# 瑪麗亞姆·瑪瑪達什維利
瑪麗亞姆·瑪瑪達什維利（羅馬化：Mariam Mamadashvili，2005年11月16日—），格魯吉亞女歌手。2016年代表格魯吉亞参加歐洲青少年歌唱大賽並獲得冠軍。

## 簡歷
瑪麗亞姆從四歲起就開始參與音樂演出，她曾在格魯吉亞當地的音樂學校學習，2015年起赴美國發展。2016年的歐洲青少年歌唱大賽中，她以“太陽”（羅馬化：Mzeo）一曲替格魯吉亞贏得優勝。

## 外部連結
- 瑪麗亞姆·瑪瑪達什維利於歐洲青少年歌唱大賽官網的簡介 （页面存档备份，存于）